# Promon
Grupo Promon ou Promon é um grupo que atua em diversos segmentos de infraestrutura no Brasil, com sede em São Paulo, fundada em 1960 como uma joint venture entre a norte-americana Procon e a brasileira Montreal Montagem e Representação Industrial, atua no setor de engenharia no Brasil.
O Grupo conta com um modelo acionário diferenciado, onde todos os seus acionistas são profissionais que aderiram, voluntariamente, ao modelo e que são vinculados às empresas da organização. Suas atividades são realizadas por cinco empresas subsidiárias, a Promon Engenharia, PromonLogicalis, P2Brasil, Promon Meio Ambiente e Promon Intelligens. E possui duas entidades associadas, a Fundação Promon de Previdência Social e o Instituto de Tecnologia Promon.

## Reconhecimento, prêmios e certificações
Em 2011, a Promon Engenharia foi escolhida pela revista EXAME a empresa do ano como Melhores e Maiores.
O Grupo Promon e suas empresas já receberam diversos prêmios, reconhecimentos ao longo de sua trajetória. A Promon Engenharia recebeu o primeiro lugar da categoria PMO do Ano 2012, do prêmio Projeto do Ano 2012, promovido pela revista Mundo PM. A PromonLogicalis conquistou o título de parceiro do ano da Cisco pela excelência no fornecimento de Borderless Network e o Grupo foi eleito, em 2012, pela sétima vez, uma das 21 empresas-modelo em sustentabilidade social corporativa no Brasil, fazendo parte do Guia Exame de Sustentabilidade.
O Grupo Promon firmou compromisso com o Pacto Global da ONU, integrando também o Comitê Brasileiro do Pacto; a Fundação Nacional da Qualidade – FNQ, sendo membro mantenedor da Fundação; os Grupos de Institutos, Fundações e Empresas – GIFE, que é a primeira associação da América do Sul a reunir empresas, institutos e fundações de origem privada ou institutos que praticam investimento social privado; bem como com o Movimento Brasil Competitivo, cujo objetivo é melhorar a qualidade de vida da população brasileira por meio do aumento da competitividade do país; o Pacto Nacional pela Erradicação do Trabalho Escravo, que representa o compromisso de engajar a iniciativa privada na luta contra o trabalho escravo; entre outros.

## Venda do fundo P2 Brasil
Em setembro de 2015, o Conselho Administrativo de Defesa Econômica (CADE) aprovou a venda de 40% do fundo P2 Brasil que a Promon detinha para a Pátria Investimentos.